# Kampfgeschwader zur besonderen Verwendung 1
1-ша бойова ескадра особливого призначення (нім. Kampfgeschwader zur besonderen Verwendung 1 (KGzbV 1) — спеціальна транспортна ескадра Люфтваффе за часів Другої світової війни.

## Історія
1-ша бойова ескадра особливого призначення була сформована 26 серпня 1939 року. Брала участь у Польській кампанії. У листопаді 1939 року IV група була розпущена, а в березні 1940 року створена нова бойова група. У квітні 1940 року ескадра брала участь у Норвезькій кампанії, а з травня — у кампанії на Західному фронті, бої в Нідерландах, Франції. З квітня 1940 року 1-ша бойова ескадра билася на Балканах, бойові дії в Югославії, Греції. Забезпечувала висадку повітряного десанту на острів Крит. У період з 19 лютого по 18 травня 1942 року ескадра забезпечувала оточені в районі Дем'янська німецькі війська по повітрю продовольством, боєприпасами та майном. У період з 23 листопада 1942 року до 2 лютого 1943 року ескадра була розгорнута для постачання німецьких військ, що билися в оточенні в Сталінграді.
6 квітня 1943 року ескадра була перейменована в 1-шу транспортну ескадру.

## Командування

### Командири
- Оберст Фрідріх-Вільгельм Морцік (нім. Friedrich-Wilhelm Morzik) (26 серпня 1939 — 1 серпня 1941)
- Оберст Рудольф Траутфеттер (нім. Rudolf Trautvetter) (1 серпня — грудень 1941)
- Оберст Отто-Люц Ферстер (нім. Otto-Lutz Förster) (грудень 1941 — 7 квітня 1943)

## Список кавалерів Лицарського хреста Залізного хреста KGzbV 1
Позначення
| Ім'я                     | Звання          | Підрозділ        | Лицарського хреста \| | Прим. |
| ------------------------ | --------------- | ---------------- | --------------------- | ----- |
| Теодор Бекманн           | оберст          | IV./KG z.b.V. 1  | 23 грудня 1942        |       |
| Фрідолін Фет             | майор           | IV./KG z.b.V. 1  | 23 грудня 1942        |       |
| Вальтер Мельцер          | оберлейтенант   | III./KG z.b.V. 1 | 23 грудня 1942        |       |
| Лоренц Меллер            | оберлейтенант   | II./KG z.b.V. 1  | 4 лютого 1942         |       |
| Фрідріх-Вільгельм Морцік | оберст          | штаб/KG z.b.V. 1 | 16 квітня 1942        |       |
| Доменікус Вальтер        | оберфельдфебель | IV./KG z.b.V. 1  | 24 грудня 1942        |       |